# Hendrik VI, deel 3

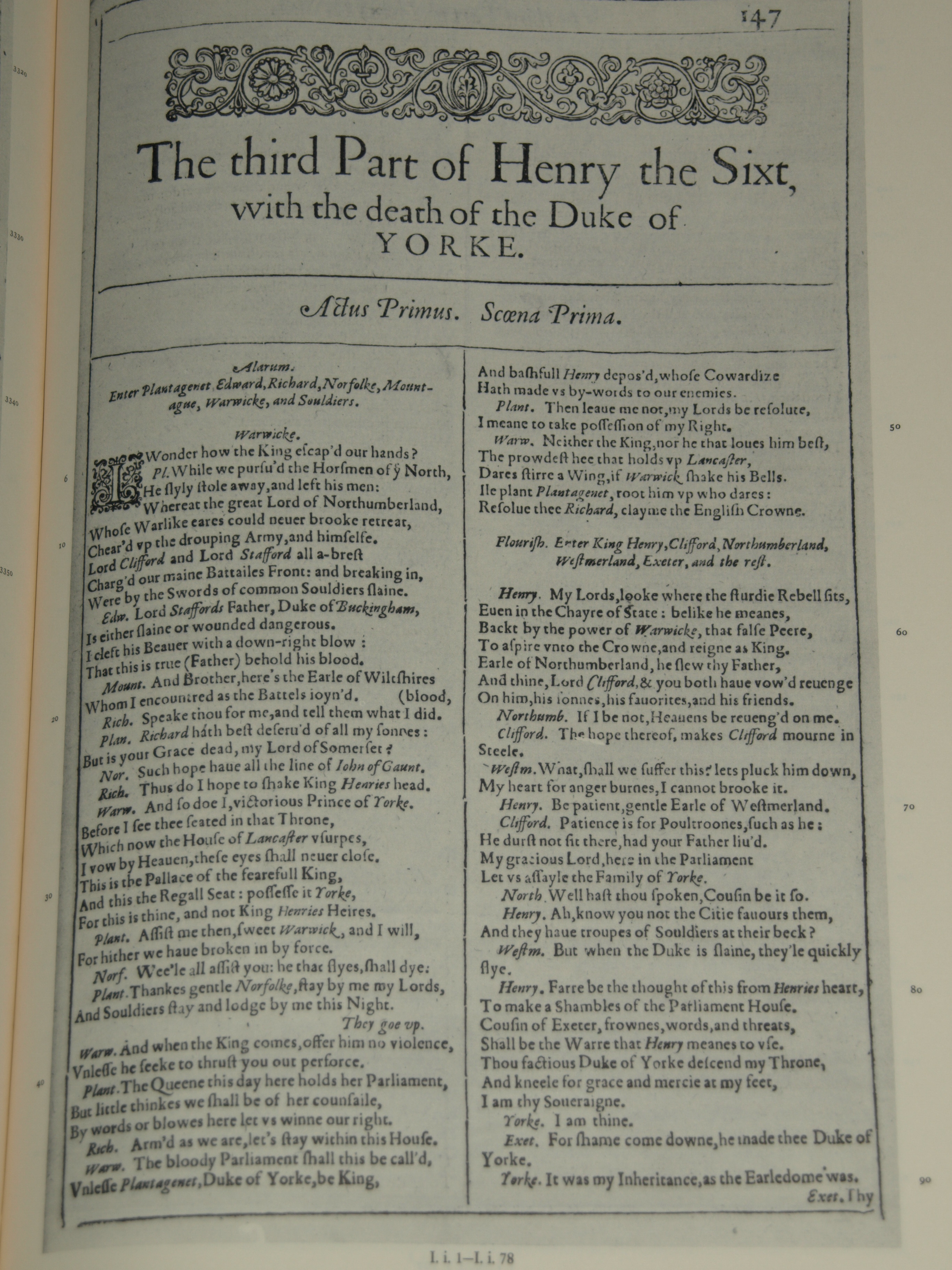
Titelpagina van The Third Part of Henry the Sixt, with the death of the Duke of Yorke in de First Folio, 1623.

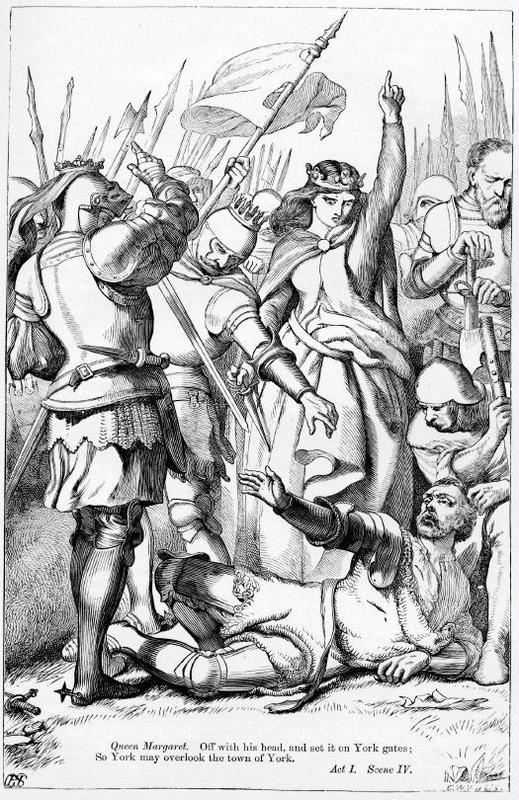
Margaret veroordeelt York ter dood, scène I.4, Henry Courtney Selous, 1830.

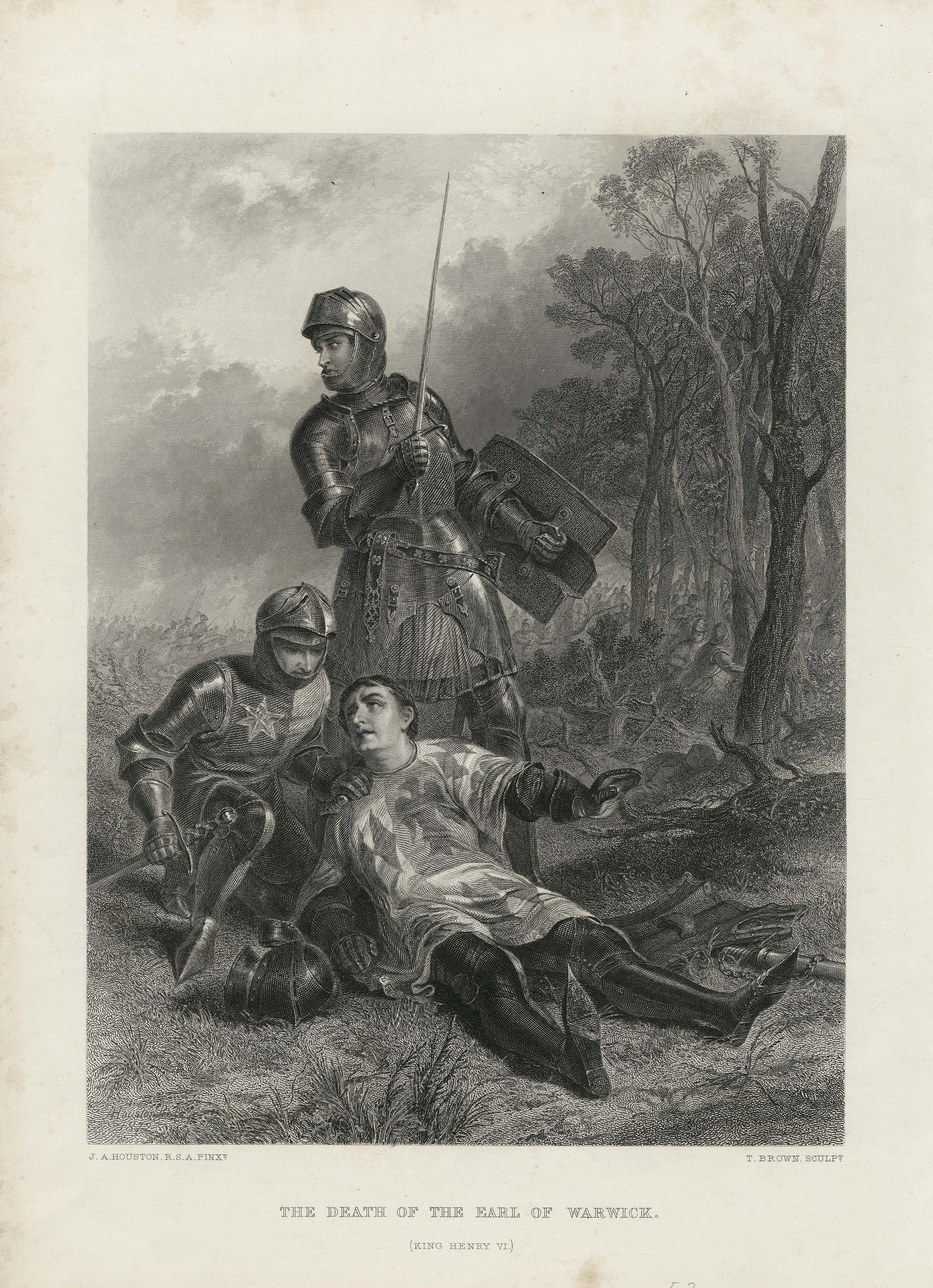
Warwick is dodelijk gewond in de Slag bij Barnet, scène V.2, gravure naar een schilderij van John Adam Houston, 1872.

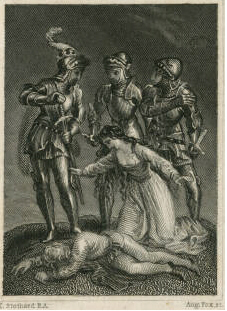
De gebroeders Plantagenet doden prins Edward, scène V.5, Thomas Stothard, 1830.

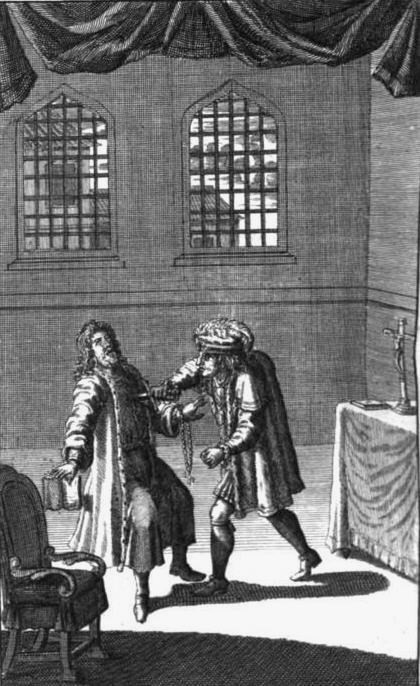
Richard liquideert Henry, scène V.6, Nicholas Rowe, 1709.

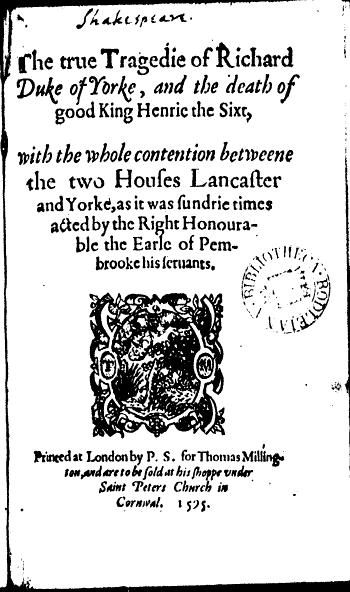
Titelpagina van de eerste uitgave, in octavo maar toch een bad quarto, 1595.

Hendrik VI, deel 3 (Engelse titel: The Third Part of King Henry the Sixth, ook weergegeven als Henry VI, Part 3 en als 3 Henry VI) is een vroeg toneelstuk van William Shakespeare. Het werd uitgegeven in 1595 maar is vermoedelijk geschreven in 1591 of 1592.
Het historiestuk is het laatste deel van een trilogie koningsdrama's rond Hendrik VI, die als koning van Engeland regeerde van 1422 tot 1461 en van oktober 1470 tot mei 1471. Henry VI Part 1 beschrijft het opkomend verzet van de troonpretendenten van het Huis York tegen het regerend Huis Lancaster aan het eind van de Honderdjarige Oorlog. Vervolgens toont Part 2 het tanen van de macht van de koning en Part 3 beschrijft de algehele ineenstorting van de beschaving tijdens de Rozenoorlogen, een langdurige en bloedige burgeroorlog die het land in de 15e eeuw had verscheurd en nog in Shakespeares tijd tot felle debatten leidde. Het slotdeel biedt zijn eigen spektakel met vier veldslagen op het toneel.

## Datering
De eerste uitgave, kort na de inschrijving van het stuk in het Stationers' Register in 1595, had als titel The True Tragedy of Richard Duke of York and the Good King Henry the Sixth. In 1600 verscheen een herdruk. In 1619, drie jaar na het overlijden van Shakespeare, werd de tragedie samen met Henry VI, Part 2 uitgegeven onder de titel The Whole Contention Betweene the Two Famous Houses, Lancaster and Yorke. De huidige titels verschenen in 1623 in de First Folio. In deze sterk herziene editie is Henry VI Part 3 ongeveer duizend regels langer dan The True Tragedy.
De oudste verwijzing naar het toneelstuk staat in een pamflet uit september 1592, waarin schrijver Robert Greene Shakespeare afschildert als "an upstart crow, beautified with our feathers, that with his tiger's heart wrapped in a player's hide, supposes that he is as well able to bombast out a blank verse as the best of you, and being an absolute Johannes fac totum, is in his own conceit the only Shake-scene in a country", een newbie kraai, pronkend met onze veren, die met zijn tijgerhart in het vel van een acteur zich inbeeldt dat hij even goed een blank vers kan opdienen als de besten onder jullie, en dat hij, terwijl hij een totale nietsnut is, in zijn hoogmoed de enige Shake-partij in een land is.
De betekenis van deze woorden kan op verschillende manieren ingevuld worden, maar ze maken in elk geval duidelijk dat het toneelstuk toen al bekend was, want ze refereren aan een regel uit de vierde scène van de eerste akte, waar Richard van York koningin Margaret een tijgerhart gewikkeld in een vrouwenhuid toedicht: "O, tiger's heart wrapp'd in a woman's hide!".
Vanwege een dreigende pestuitbraak waren sinds 23 juni alle theaters in Londen gesloten. Als het dan in september bekend verondersteld werd, moet Henry VI Part 3 al in de eerste helft van 1592 zijn opgevoerd.
Het fragment in dit pamflet, getiteld Greene's Groats-Worth of Wit, is al van belang omdat het Shakespeare noemt als auteur, een argument tegen de veronderstelling dat zijn toneelstukken door anderen zouden zijn geschreven zoals Anti-Stratfordians stellen. Bovendien blijkt uit de passage dat Shakespeares koningsdrama's, ongeacht hoe zwak ze wellicht afsteken tegen zijn latere werk, genoeg succes hadden om oudere schrijvers jaloers te maken.

## Inhoud
Vermoedelijk zijn de drie stukken niet in chronologische volgorde geschreven en is Part 3 oorspronkelijk bedoeld als vervolg op Part 2, dat in 1594 werd uitgegeven als The First part of the Contention betwixt the two famous Houses of Yorke and Lancaster. De handeling vangt aan waar die in Part 2 bij de Eerste Slag bij St Albans eindigde met een cliffhanger. De koning is ontsnapt.

### Eerste bedrijf
Richard Plantagenet, de machtige hertog van York, die de kroon voor zichzelf claimt, achtervolgt de koning naar Londen en bezet het parlementsgebouw, waar hij op de troon gaat zitten. Hij weet zich gesteund door de stadsbevolking en doet de koning een nieuw voorstel. Hij mag koning blijven maar moet York tot zijn erfgenaam benoemen. Henry, vrezend voor nieuw geweld, gaat akkoord, tot woede van zijn vrouw Margaret en zijn zoon, prins Edward. Margaret verklaart York de oorlog en gesteund door Clifford trekt ze met een leger op naar Yorks kasteel bij Wakefield. In de Slag bij Wakefield lijden de Yorkisten een gevoelige nederlaag. Clifford doodt Yorks jongste zoon en York zelf wordt gevangengenomen. Margaret laat hem plaatsnemen op een molshoop en zet hem een papieren kroon op het hoofd om hem te vernederen voordat ze hem eigenhandig executeert.

### Tweede bedrijf
De graaf van Warwick brengt de overlevende zoons van York Edward en Richard het nieuws dat zijn eigen leger is verslagen bij de Tweede Slag bij St Albans. Hij benadrukt dat hij trouw blijft aan de claim van York op het koningschap.
De Yorkisten hergroeperen en winnen met grote moeite de Slag bij Towton. Te midden van het tumult op het slagveld verzinkt Henry in overpeinzingen. Hij wenst een rustig leven als herder, maar hij ontmoet een vader die zijn eigen zoon heeft omgebracht en een zoon die zijn vader heeft vermoord, tekenen van de verschrikkingen van de burgeroorlog. Dan wordt hij aangehouden door de Yorkisten. Clifford wordt gedood, Henry gevangengezet. Hierna wordt Edward uitgeroepen tot koning.

### Derde bedrijf
Henry ontsnapt en wijkt uit naar Schotland maar keert in het geheim terug. Hij wordt ontdekt door twee jachtopzieners die trouw zijn aan Edward en gevangengenomen.
Nu Edward koning is, overweegt Richard zijn opties. In een lange monoloog, de langste die Shakespeare schreef, neemt hij zich voor nietsontziend zelf de macht te grijpen. Het is een opmaat naar The Tragedy of Richard the Third.
| I'll drown more sailors than the mermaid shall, I'll slay more gazers than the basilisk; I'll play the orator as well as Nestor, Deceive more slyly than Ulysses could, And like a Sinon take another Troy. I can add colours to the chameleon, Change shapes with Protheus for advantages, And set the murtherous Machiavel to school. Can I do this, and cannot get a crown? Tut, were it farther off, I'll pluck it down. | Ik zal meer zeilers verdrinken dan de zeemeermin. Ik zal meer toekijkers verslaan dan de basilisk. Ik zal speechen als Nestor, Sluwer bedriegen dan Odysseus kon, En als een Sinon een tweede Troje innemen. Ik kan nog kleuren toevoegen aan een kameleon, Van vorm veranderen met Proteus als het zo uitkomt, En de bloeddorstige Machiavelli terug naar school sturen! Kan ik dat wel, maar kan ik geen kroon krijgen? Poeh! Al was die nog verder weg, ik pluk hem zo af. |

Warwick vertrekt naar Frankrijk om voor Edward een bruid te zoeken. Een huwelijk met de schoonzuster van koning Lewis lijkt een geschikte manier om de vrede tussen beide koninkrijken te waarborgen. Lewis heeft echter ook Margaret te gast, die om troepenversterking vraagt om haar man te bevrijden. Warwick weet Lewis op het laatste moment te overtuigen dat hij niet haar maar Edward moet steunen. De onderhandelingen zijn nog niet afgelopen of hij verneemt dat Edward ondertussen zijn oog heeft laten vallen op de bevallige Elizabeth Woodville. Woedend over Edwards onbetrouwbaarheid en zijn vernedering loopt hij over naar de Lancastrianen. Zijn jongere broer Montague volgt hem kort daarop. Lewis belooft hulp aan Henry.

### Vierde bedrijf
Warwick leidt een invasie van Franse troepen om de troon te heroveren op de Yorkisten. George en Somerset lopen naar hem over. Edward wordt gevangengenomen en Henry wordt opnieuw tot koning uitgeroepen. Hij stelt Warwick en George aan als landsbestuurders om zich te kunnen wijden aan een leven van gebed.
Edward ontsnapt met hulp van zijn broer Richard naar Bretagne. Hij bouwt zijn leger opnieuw op en laat zich ook opnieuw tot koning uitroepen. Henry wordt gevangengeomen en overgebracht naar de Tower.

### Vijfde bedrijf
Edward en Richard treffen Warwick in de buurt van Coventry. Somerset en andere edelen voegen zich bij hem, maar George loopt weer over naar het kamp van York. Als de strijd losbarst, verdedigt hij niet maar valt hij plotseling aan, waardoor de kansen weer keren. In de Slag bij Barnet sneuvelen Warwick en Montague. Het commando over het leger van de Lancastrianen wordt overgenomen door Oxford en Somerset. Ze vinden aansluiting bij een tweede invasielegioen geleid door Margaret.
Edward wint ook de Slag bij Tewkesbury. Margaret, prins Edward, Somerset en Oxford worden gevangengenomen. De prins wordt doodgestoken door de broers Richard, George en koning Edward, die in razernij ontsteken wanneer de jongen weigert om de legitimiteit van zijn aanspraken op de troon te erkennen. Margaret smeekt ook te worden gedood, maar wordt gevangengezet en later verbannen.
Richard gaat naar Londen om met Henry af te rekenen. In de Tower hebben de twee een woordenwisseling, die in ruzie ontaardt, waarop Richard Henry neersteekt. Met zijn laatste adem voorspelt Henry toekomstige schurkenstreken van Richard en de chaos die als gevolg daarvan het land zal teisteren. Terug in het paleis beveelt Edward het begin van festiviteiten om te vieren dat de oorlog voorbij is, niets vermoedend van Richards toekomstplannen.

## Bewerking
Henry VI Part 3 is weliswaar nooit verfilmd voor het grote scherm, maar enkele delen, zoals de moord op prins Edward door de drie broers Plantagenet en de moord op koning Henry in de Tower, werden in 1911 verwerkt in een stomme verfilming van Richard III.
In 1929 sprak John Barrymore de monoloog van Richard in voor The Show of Shows, een van de eerste kleuren- en geluidfilms uit Hollywood, een meer dan twee uur durend programma met uittreksels uit de wereldliteratuur. Dit was de eerste keer dat het bioscooppubliek Shakespeare kreeg te horen.
De BBC nam King Henry the Sixth drie keer op als onderdeel van televisieseries. Deze behandelden de acht historiestukken in 1960, een trilogie over Hendrik VI en Richard III in 1965 en Shakespeares complete toneelwerk in 1982.
- Gemeinsame Normdatei: 4669757-3
- Library of Congress Control Number: n83230235
- Nationale Bibliotheek van Israël: 987007318493305171
- Virtual International Authority File: 303026888